# Dmytro Lyopa
Dmytro Lyopa (Kremenchuk, Ucrania, 23 de noviembre de 1988) es un futbolista ucraniano. Juega de mediocampista y su equipo actual es el NK Osijek de la Prva HNL.

## Clubes
| Club                  | País    | Año           | PJ | Goles |
| --------------------- | ------- | ------------- | -- | ----- |
| Dnipro Dnipropetrovsk | Ucrania | 2009 - 2010   | 63 | 2     |
| FC Kryvbas (Cedido)   | Ucrania | 2010          | 12 | 3     |
| Dnipro Dnipropetrovsk | Ucrania | 2011 - 2012   | 18 | 0     |
| FC Kryvbas (Cedido)   | Ucrania | 2012 - 2013   | 19 | 1     |
| Karpaty Lviv (Cedido) | Ucrania | 2013 - 2014   | 13 | 1     |
| Metalurh Zaporizhia   | Ucrania | 2014-2015     | 15 | 1     |
| Metalist Járkov       | Ucrania | 2015-2016     | 12 | 0     |
| Puskás Akadémia FC    | Hungría | 2016          | 6  | 0     |
| NK Osijek             | Croacia | 2017-presente | 23 | 8     |